# HMS Lord Clive
Le HMS Lord Clive était le navire de tête de sa classe de huit monitors construits pour la Royal Navy pendant la Première Guerre mondiale. Leur armement principal était retiré de cuirassés pré-dreadnought obsolètes. Le navire a passé la guerre dans la Manche à bombarder les positions allemandes le long de la côte belge dans le cadre de la patrouille de Douvres, servant souvent de navire amiral. Il participa au premier raid sur Ostende raté en 1918, bombardant l’artillerie côtière alors que les Britanniques tentaient de bloquer le canal Bruges-Ostende. Le Lord Clive était l’un des deux navires de la classe qui furent équipés d’un canon de 18 pouces (457 mm) en 1918, mais il n’a tiré que quatre coups au combat avant la fin de la guerre en novembre 1918. Le navire a effectué des essais d’artillerie après la guerre et a été vendu à la ferraille en 1927.

## Conception
Tous les monitors britanniques construits pendant la guerre étaient destinés à bombarder des cibles terrestres. À cette fin, la classe Lord Clive a reçu un armement lourd, modifié pour augmenter sa portée, et un faible tirant d'eau pour leur permettre de s’approcher le plus possible de la terre ferme si nécessaire. Comme la Royal Navy ne s’attendait pas à ce que les navires soient engagés dans des combats navals, leur vitesse n’était pas du tout une priorité. Le Lord Clive avait une longueur totale de 102,3 m, une largeur de 26,6 m en incluant le bulbe anti-torpilles, ou 17,4 m sans lui, et un tirant d’eau de 3,02 m à pleine charge. Il avait un déplacement de 5940 tonnes longues à pleine charge et son équipage comptait 12 officiers et 182 officiers mariniers et matelots. Le navire était propulsé par une paire de moteurs à vapeur à triple expansion Harland and Wolff à quatre cylindres, chacun entraînant un arbre d'hélice utilisant de la vapeur fournie par deux chaudières à tubes d'eau. Les moteurs ont été conçus pour produire un total de 2310 chevaux (1720 kW) qui devait lui donner une vitesse maximale de 10 nœuds (18,5 km/h). Mais lors de ses essais en mer, le Lord Clive n’a atteint que 8,02 nœuds (14,9 km/h) car ses concepteurs ne connaissaient pas la bonne façon de dessiner sa coque pour maximiser l’efficacité de son hélice. Le navire n’atteignait plus que 7 nœuds (13,0 km/h) en service, car il était plus lourdement chargé. Le monitor transportait 362 tonnes de charbon, ce qui lui donnait une autonomie de 1100 milles marins (2000 km) à 6,5 nœuds (12,0 km/h),.

### Armement, contrôle de tir et blindage
Le Lord Clive était équipé de deux canons BL de 12 pouces (305 mm) Mk VIII dans une seule tourelle à propulsion hydraulique provenant des cuirassés pré dreadnought de la classe Majestic. Le Lord Clive a reçu le sien du Magnificent. Pour les adapter à leur nouveau rôle de bombardement à longue portée, les tourelles ont été modifiées pour augmenter l’élévation maximale des canons de 13,5 à 30 degrés. Leur armement secondaire consistait en une paire de canons de 12 livres (3 pouces, ou 76 mm) à tir rapide (QF) sur des affûts à faible angle. La lutte antiaérienne était assurée par un seul canon Vickers QF de 3 livres (47 mm) Mk I et un canon QF de 2 livres (40 mm) Mk I.
Le poste de vigie sur le mât tripode situé entre la tourelle et la cheminée abritait un télémètre qui fournissait des données au directeur de tir sur le toit du haut de repérage. L’équipe du directeur de tir calculait la rotation et l’élévation nécessaires pour atteindre la cible et transmettait cette information à la tourelle pour que les canons la suivent.
Les navires de la classe Lord Clive étaient protégés contre les tirs par une ceinture blindée à la ligne de flottaison inclinée au milieu du navire d’un blindage cimenté Krupp (KCA) de 152 mm, qui était fermé à ses extrémités par des cloisons transversales d’épaisseur égale pour former la citadelle blindée centrale des navires. Le pont supérieur en acier à haute résistance de 51 mm d’épaisseur servait de toit à la citadelle et le pont du gaillard d'avant au-dessus était constitué de plaques d’acier à haute résistance de 25 mm. Pour se protéger contre les torpilles, les navires étaient équipés de bulbes anti-torpilles de 4,6 m de profondeur.
La tourelle prise sur le HMS Magnificent a conservé son blindage d’origine, à savoir des faces avant et arrière de 270 mm d’épaisseur et des côtés de 140 mm, avec un toit de 2 pouces, tous de blindage Harvey. Ses barbettes circulaires d’origine ont été remplacées par une nouvelle formée d’une douzaine de plaques de 203 mm KCA. Les navires étaient également équipés d’une tourelle en acier moulé, juste devant la barbette, qui avait des côtés de 6 pouces et un toit de 2,5 pouces (64 mm) d’épaisseur.

### Modifications en temps de guerre
Une paire de canons QF de 6 pouces, avec 200 coups par canon, a été ajoutée au début de 1916 à la hauteur de la cheminée lorsqu’on s’est rendu compte que les deux canons de 12 livres n’étaient pas assez puissants pour défendre le navire contre les destroyers allemands. Deux soutes à charbon ont été transformées en magasins à munitions pour eux, réduisant le rayon d'action à environ 960 milles marins (1780 km). Cela a également entraîné une augmentation du nombre d’hommes d’équipage à 215, nécessitant la construction d’un bordé sur les côtés d’une grande partie du pont supérieur pour leur fournir des quartiers de repos. Ces canons ont ensuite été échangés contre des canons Mk VII de 6 pouces à plus longue portée. En 1918, ils furent remplacés à leur tour par quatre canons BL de 4 pouces (102 mm) Mk IX à la hauteur du pont. Les canons de 12 livres ont été remplacés (probablement en 1917) par des canons antiaériens QF de 3 pouces (76 mm) Mk I.
Le plus grand changement a été l’ajout d’un canon BL de 18 pouces (457 mm) Mk I dans un énorme bouclier monté à l’arrière de la salle des machines, fixé sur le côté tribord. Le canon lui-même pouvait s’élever à 20 degrés, mais le bouclier du canon était fixe. L’ensemble de l’affût pesait 390 tonnes, mais le poids total des munitions, de l’équipement et des supports a presque doublé. Ce poids à l’arrière promettait d’augmenter suffisamment le tirant d’eau à l’arrière pour que les compartiments intérieurs arrières du bulbe anti-torpille, qui étaient normalement à envahissement libre, soient fermés, mais le tirant d’eau du navire a augmenté à 2,59 m à l’avant et à 4,01 m à l’arrière. Cela correspondait à un déplacement de 6960 tonnes, même après le retrait de la tourelle blindée en compensation. Le canon se déplaçait hydrauliquement, mais les équipes de munitions devaient utiliser leur force musculaire. Les obus étaient rangés sous le pont et devaient être déplacés par un rail aérien jusqu’à l’écoutille du pont derrière le canon pour être soulevés et chargés. Les charges propulsives en cordite étaient conservées dans dix-huit réservoirs de stockage chauffés à la vapeur montés sur le pont du gaillard d'avant derrière la cheminée, et déplacées vers le canon sur un bogie monté sur des rails, deux charges d’un sixième à la fois, réduisant la cadence de tir à environ un coup toutes les 3 à 4 minutes. L’intérieur du navire a été considérablement modifié pour accueillir l’équipage plus important de 278 officiers et hommes, le matériel de stockage et de manutention pour les soixante obus de 18 pouces, et pour supporter le poids de la monture de canon. D’autres changements comprenaient le transfert de la salle radio dans la cale, l’ajout d’un nouveau gyrocompas, l’agrandissement de la passerelle et la réorganisation des magasins et des espaces de stockage existants. Une paire de canons AA supplémentaires de deux livres a également été installée sur le bouclier du canon.

## Carrière
Le Lord Clive a été le seul navire de la Royal Navy nommé d’après le major-général Lord Robert Clive, le premier gouverneur britannique du Bengale. Il a été mis en chantier sous le nom de M.6 le 9 janvier 1915 au hall n° 3 du chantier naval Harland and Wolff à Belfast, en Irlande du Nord, sous le numéro de chantier 478, et a été rebaptisé Lord Clive le 8 mars. Le navire fut lancé le 10 juin et achevé le 10 juillet pour un coût estimé à environ 260 000 livres sterling.

### 1915
Après sa mise en service, le Lord Clive a été envoyé dans l’estuaire de la Tamise le 9 août 1915 pour s’entraîner au bombardement, avec ses navires jumeaux Sir John Moore et Prince Rupert. Une réplique de quelques-unes des principales caractéristiques de la côte belge près de Zeebruges avait été aménagée, et les navires s’exerçaient à manœuvrer et à repérer les cibles. Deux postes d’observation tripodes ont été installés dans la mer, abritant des observateurs qui pouvaient trianguler la trajectoire du tir et signaler aux monitors les corrections nécessaires. Un problème était que les supports de canon modifiés de 12 pouces tombaient en panne, car ils n’avaient pas été conçus pour tirer à des angles allant jusqu’à 30° et beaucoup de leurs composants étaient assez anciens. Les navires sont jugés prêts et un vrai bombardement est prévu le 21 août. Cela a dû être reporté d’une journée à cause du mauvais temps, mais le Lord Clive, ses sister-ships et l’armada de leurs navires de soutien (dix destroyers, neuf dragueurs de mines, le porte-hydravions Riviera, quatre navires pour manipuler les trépieds d’observation et pas moins de cinquante chalutiers pour manipuler les filets anti-sous-marins explosifs mis à l’eau pour protéger les monitors) navigua dans la nuit du 22 au 23 août vers une position située à environ 10 milles marins (16 km) au large de Zeebruges. Le Lord Clive jette l’ancre et ouvre le feu à 5 h 36 sur les écluses du canal de Zeebrugge qui mène à la base navale allemande de Bruges, en Belgique. Il tira sur les écluses 31 obus en une heure et demie, avant de changer de cible, visant désormais une usine voisine qui reçut onze obus. Le vice-amiral Reginald Bacon ordonna aux navires de cesser le feu après deux heures, annulant ainsi les plans de bombardement d’Ostende, car le Sir John Moore et le Prince Rupert avaient tous deux subi d’importants problèmes avec leurs tourelles. Le bombardement fut inefficace. Deux barges ont été coulées, mais les écluses n’ont pas été touchées. Les Britanniques jugèrent néanmoins que c’était une bonne première tentative, et ont prévu un bombardement d’Ostende une fois que le Sir John Moore et le Prince Rupert auraient été réparés.
L’opération dut être reportée à plusieurs reprises pour des raisons météorologiques, mais la flotte de 77 navires, renforcée par le General Craufurd et le petit monitor M25, de classe M15, était en position le matin du 7 septembre. La visibilité était excellente partout, sauf au-dessus de la cible qui était couverte d’une brume épaisse, et le vice-amiral Bacon (utilisant le Lord Clive comme navire amiral) ordonna une retraite. Les sous-marins et les avions allemands les attaquèrent alors qu’ils partaient, mais les monitors ne subirent aucun dommage. Les monitors revinrent dans l’après-midi lorsque la brume se dissipa. Le Lord Clive ouvrit le feu à 15 h 30 sur le phare d'Ostende. La batterie Tirpitz nouvellement mise en place, composée de quatre canons à longue portée de 283 mm, commença à riposter et commença bientôt à manquer de peu le Lord Clive. Il s’éloigna en mer pour sortir de leur champ de tir, mais sa vitesse était si lente que les Allemands n’eurent aucune difficulté à compenser la distance supplémentaire, et le Lord Clive fut touché quatre fois de suite vers 15 h 50. Un obus a touché le bulbe bâbord à l’arrière, un autre est tombé le long du bulbe avant, un autre à l’avant et un autre (qui n’a pas explosé) sur le canon tribord de deux livres, faisant tomber le canon sur le pont arrière. Seuls quatorze coups (dont l’un mit le feu à une partie de l’arsenal) furent tirés par les monitors avant que le vice-amiral Bacon ne leur ordonne de se retirer.
Une autre tentative fut faite le 19 septembre où le Marshal Ney, nouvellement arrivé, tenta de neutraliser les quatre canons de la batterie Tirpitz avec ses canons de 380 mm, tandis que le Lord Clive et le Sir John Moore bombardaient Ostende depuis des positions que l’on pensait être hors de portée de la batterie allemande. Cela s’est avéré ne pas être le cas, et les monitors n’ont réussi que quelques tirs avant de devoir se retirer. Le 25, le Lord Clive et plusieurs autres monitors bombardèrent les positions allemandes à Westende dans le cadre d’une opération de tromperie visant à suggérer que les Alliés lançaient une attaque dans ce secteur. Pendant le reste des mois de septembre et d’octobre, il tira occasionnellement sur les batteries côtières allemandes. Au cours de l’un de ces tirs ultérieurs, le canon gauche du navire a éclaté lorsqu’un obus a explosé à l’intérieur du tube.

### 1916
En décembre 1915 et janvier 1916, le Lord Clive est stationné dans l’estuaire de la Tamise dans le cadre d’une opération de propagande visant à abattre les zeppelins allemands qui approchent avec des obus à fragmentation tirés par ses canons principaux, mais les zeppelins ne passent jamais à portée. Le contre-amiral Charles de Marliave hissa sa marque à bord du navire et prit le commandement d’une division de monitors alors qu’ils bombardaient les batteries allemandes à Westende le 26 janvier en utilisant la nouvelle technique de repérage aérien, mais il ne tira qu’environ onze coups pendant le bombardement d’une demi-heure. Ce fut le dernier bombardement pour les sept mois suivants, car les monitors étaient utilisés pour soutenir les forces légères britanniques et le barrage de Douvres, un ensemble de champs de mines et de filets anti-sous-marins dans la Manche. Le Lord Clive a été réaménagé au cours de cette période avec une paire de canons de six pouces pour améliorer son armement contre les navires allemands. Cela s’avéra utile le 8 juin lorsque, avec d’autres monitors et destroyers, il repoussa une tentative d’une douzaine de navires allemands de détruire les filets et de draguer les champs de mines. Le Lord Clive participa à une opération de tromperie le 8 juillet lorsque, avec des canons français de 240 millimètres, il tira à blanc pour couvrir le feu de la toute nouvelle batterie Dominion de 12 pouces à Adinkerke alors qu’elle visait la batterie Tirpitz. Le navire était équipé d’une deuxième cheminée factice pour faire croire aux Allemands qu’il s’agissait d’un nouveau monitor. L’idée était de tromper les Allemands quant à la véritable origine des obus qui tombaient autour de la batterie, mais les Allemands ne se sont pas laissé tromper et ont riposté contre les canons français. Après avoir inspecté la batterie du Dominion le 13 août, le roi Albert Ier de Belgique et sa famille ont visité le monitor.
Le Lord Clive et tous les autres monitors de la patrouille de Douvres simulèrent les préparatifs d’un débarquement amphibie au cours des dernières étapes de la bataille de la Somme, en tirant sur les positions allemandes à Westende entre le 8 et le 15 septembre 1916. Le Lord Clive ne tira que 74 coups au cours de cette période, car les petits monitors passaient un temps considérable à servir de repères de visée au large pour les trois plus grands monitors armés de canons de 15 pouces (380 mm). Ce fut le dernier bombardement de 1916. Les monitors retournèrent ensuite à leur rôle de soutien au barrage de Douvres et de patrouille entre Calais et The Downs. Le Lord Clive a été remis en état dans la cale sèche de Trafalgar à Southampton en octobre-novembre.

### 1917-1918
Le Lord Clive était à proximité lorsqu’un petit groupe de torpilleurs allemands bombarda Dunkerque, en France, dans la nuit du 23 au 24 avril 1917. Il tenta de les engager dans l’obscurité. Il tira plusieurs coups de ses canons de six pouces, sans grand effet. Le Lord Clive était destiné à être utilisé lors du Grand Débarquement, un plan visant à débarquer des troupes entre Westende et Middelkerke pour exploiter les gains alliés anticipés lors de la bataille de Passchendaele en juillet, et prendre les troupes allemandes en tenailles entre les forces débarquées et l’avance des troupes terrestres. Les troupes amphibies devaient être débarquées par trois énormes pontons de 2500 tonnes, chacun pouvant transporter une brigade d’infanterie, une batterie d’artillerie et trois chars. Chacun des pontons était arrimé entre deux monitors et Le Lord Clive, avec le Sir John Moore, a été modifié en mars 1917 pour transporter l’un d’entre eux. Le navire et ses sister-ships ont répété leur rôle jusqu’à la mi-juillet, lorsque la bataille commença, mais les Alliés ne purent pas réaliser l’avance de 16 km nécessaire pour lancer l’opération. Le maréchal Haig refusa de soutenir la proposition de Bacon pour un débarquement plus modeste dans la région de Nieuport-Middelkerke en septembre, de sorte que toute l’opération fut annulée le 2 octobre.
Le Lord Clive fut mis en cale sèche à Plymouth en octobre, puis reprit ses patrouilles dans la Manche avant d’être remis en chantier entre le 5 décembre 1917 et le 6 avril 1918 pour des modifications visant à monter le canon de 18 pouces de rechange du grand croiseur léger Furious, bien que le canon et l’affût eux-mêmes ne soient pas livrés avant le 7 septembre. Dans la nuit du 11 avril, il bombarda les batteries Tirpitz et Aix-la-Chapelle à Ostende, avec trois autres monitors. Ils tirèrent cinquante coups à eux deux lors de la première tentative avortée de bloquer le canal Bruges-Ostende menant à la base navale de Bruges. Le navire soutint l’escadre côtière lors de la tentative de débarquement du premier raid d'Ostende le 23 avril, tirant une cinquantaine d’obus de 12 pouces et quelques obus de 6 pouces. Le Lord Clive remplaça le monitor Roberts comme navire de garde à Yarmouth pendant cinq semaines, pendant que ce dernier était remis en état. Il arriva à Portsmouth le 16 août pour faire installer son canon de 18 pouces. Le monitor commença les essais opérationnels avec son nouveau canon le 13 octobre. Il tira un obus le 14 octobre sur le pont de Snaeskerke au cours de la matinée, mais ne fut pas repéré. Le navire a tiré trois autres coups plus tard dans la journée, mais a dû cesser le feu pour éviter de toucher les troupes amies qui avançaient.

### Après-guerre
Le Lord Clive fut désarmé presque immédiatement après la fin de la guerre et amarré à Immingham. Il a été remorqué à Portsmouth en septembre 1920 pour effectuer des essais avec un triple support de canon de 15 pouces. La Royal Navy n’avait aucune expérience du tir de salves de trois canons à partir d’une seule tourelle et voulait étudier les interférences entre les canons. Son canon de 18 pouces a été retiré, ainsi que son armement secondaire, et les trois canons ont été installés sur le support de 18 pouces, recouvert uniquement d’un écran en toile. Il fut remis en service le 15 décembre, mais il ne fut pas prêt à effectuer les essais avant le 1er février 1921 à Shoeburyness Range. Les essais ne révélèrent aucun problème sérieux, et le Lord Clive fut désarmé en août 1921 à Portsmouth. Il y est resté jusqu’à ce qu’il soit vendu à la ferraille le 10 octobre 1927 pour 13500 £.